# Лайма
Лайма, Лайме (лит. Laima або Laimė, латис. Laima, також Laimas māte — «мати щастя») — богиня щастя і долі в міфології східнобалтійських народів — латишів, латгальців та литовців. Є покровителькою пологів та захисницею корів, тощо. 
Дочка бога (Діеваса, Діевса). Іноді виступає разом з Деклою та Картою. 
У литовській міфології Лайма протиставляється Гільтіне, яка втілює нещастя або смерть. За литовським повір'ями до новонародженого приходять дві жінки: Лайма та Гільтіне, які визначають його долю. Лайма допомагає дівчатам у пошуках нареченого та весільних справах. 
Латиші вважають, що Лайма опікується вагітними жінками та допомагає при пологах. Лайма підкладає новонародженому хустку, що визначає його щасливе життя. Іноді її образ пов'язаний з Дівою Марією або Марою.